# Tailandia en los Juegos Paralímpicos de Pekín 2008
Tailandia estuvo representada en los Juegos Paralímpicos de Pekín 2008 por un total de 40 deportistas, 33 hombres y siete mujeres.

## Medallistas
El equipo paralímpico tailandés obtuvo las siguientes medallas:
| Nombre                                                        | Deporte                    | Evento                       |
| ------------------------------------------------------------- | -------------------------- | ---------------------------- |
| Oro                                                           |                            |                              |
| Prawat Wahoram                                                | Atletismo                  | 5000 m T54 masculino         |
| Plata                                                         |                            |                              |
| Saichon Konjen                                                | Atletismo                  | 100 m T54 masculino          |
| Saichon Konjen                                                | Atletismo                  | 200 m T54 masculino          |
| Prawat Wahoram                                                | Atletismo                  | 1500 m T54 masculino         |
| Saichon Konjen Supachai Koysub Prawat Wahoram Pichet Krungget | Atletismo                  | 4 × 100 m T53/54 masculino   |
| Saichon Konjen Supachai Koysub Prawat Wahoram Pichet Krungget | Atletismo                  | 4 × 400 m T53/54 masculino   |
| Bronce                                                        |                            |                              |
| Supachai Koysub                                               | Atletismo                  | 100 m T54 masculino          |
| Peth Rungsri                                                  | Atletismo                  | 200 m T52 masculino          |
| Saichon Konjen                                                | Atletismo                  | 400 m T54 masculino          |
| Prawat Wahoram                                                | Atletismo                  | 800 m T54 masculino          |
| Saysunee Jana                                                 | Esgrima en silla de ruedas | Espada individual B femenino |
| Somkhoun Anon                                                 | Levantamiento de potencia  | –52 kg femenino              |
| Narong Kasanun                                                | Levantamiento de potencia  | –52 kg masculino             |